# Велика маленька брехня (телесеріал)
«Велика маленька брехня» (англ. Big Little Lies) — американський драматичний телесеріал каналу HBO, створений Девідом Е. Келлі. Перші сім епізодів засновані на однойменному романі Ліян Моріарті і повністю зрежисовані Жан-Марком Валлі. Серіал почали знімати у січні 2016 року, а прем'єра відбулася 19 лютого 2017 року. Завершальна серія першого сезону вийшла 2 квітня 2017.
Серіал отримав схвальні відгуки критиків, 16 номінацій на «Еммі», з яких здобув перемогу у 8-ми, зокрема за найкращий драматичний серіал. Режисер Жан-Марк Валлі, та актори Ніколь Кідман, Александр Скашгорд і Лора Дерн завоювали нагороди в окремих номінаціях, в той час як сценарист Девід Е. Келлі, та акторки Різ Візерспун і Шейлін Вудлі отримали номінацію за свою роботу.
Попри те, що з самого початку планувався мінісеріал, HBO 8 грудня 2017 року анонсував другий сезон.
Прем'єра другого сезону серіалу відбулася на HBO 9 червня 2019 року.

## Сюжет
Історія про п'ятьох матерів, яких об'єднує загадкове вбивство, що сталося під час благодійного балу в школі.

## У ролях

### Головні ролі
- Різ Візерспун — Меделін Марта Маккензі
- Ніколь Кідман — Селеста Райт
- Шейлін Вудлі — Джейн Чепмен[7]
- Александер Скашгорд — Перрі Райт, чоловік Селести[8]
- Адам Скотт — Ед Маккензі, чоловік Меделін
- Зої Кравіц — Бонні Карлсон, друга дружина Натана[9]
- Джеймс Таппер — Натан Карлсон, колишній чоловік Меделін і чоловік Бонні
- Джеффрі Нордлінг — Гордон Кляйн, чоловік Ренати[10]
- Кетрін Ньютон — Ебігейл Карлсон
- Лора Дерн — Рената Кляйн
- Ієн Армітідж — Зіггі Чепмен, син Джейн[11]
- Меріл Стріп — Мері Луїза Райт

### Другорядні ролі
- Сара Бернс — Габріела
- Сантьяго Кабрера — Джозеф Бахман
- Сара Бейкер — Тея Каннінгем
- Хонг Чау — Джекі
- Дуглас Сміт — Корі

## Епізоди
| Сезон | Епізоди | Епізоди | Оригінальний показ | Оригінальний показ |
| Сезон | Епізоди | Епізоди | Перший показ       | Останній показ     |
| ----- | ------- | ------- | ------------------ | ------------------ |
| 1     | 7       | 7       | 19 лютого 2017     | 2 квітня 2017      |
| 2     | 7       | 7       | 9 червня 2019      | 21 липня 2019      |

### Сезон 1 (2017)
| № п/п | № в сезоні | Назва                                                      | Режисер        | Сценарист      | Оригінальний показ | Оригінальний показ українською | Рейтинг |
| ----- | ---------- | ---------------------------------------------------------- | -------------- | -------------- | ------------------ | ------------------------------ | ------- |
| 1     | 1          | «Somebody's Dead» «Хтось мертвий»                          | Жан-Марк Валлі | Девід Е. Келлі | 19 лютого 2017     | 13 січня 2019                  | 1.13    |
| 2     | 2          | «Serious Mothering» «Серйозне материнство»                 | Жан-Марк Валлі | Девід Е. Келлі | 24 лютого 2017     | 13 січня 2019                  | 0.56    |
| 3     | 3          | «Living the Dream» «Жити мрією»                            | Жан-Марк Валлі | Девід Е. Келлі | 5 березня 2017     | 13 січня 2019                  | 1.04    |
| 4     | 4          | «Push Comes to Shove» «Натисніть, щоб придушити»           | Жан-Марк Валлі | Девід Е. Келлі | 12 березня 2017    | 20 січня 2019                  | 1.04    |
| 5     | 5          | «Once Bitten» «Одного разу вкушений»                       | Жан-Марк Валлі | Девід Е. Келлі | 19 березня 2017    | 20 січня 2019                  | 1.17    |
| 6     | 6          | «Burning Love» «Палаюче кохання»                           | Жан-Марк Валлі | Девід Е. Келлі | 26 березня 2017    | 9 березня 2019                 | 1.39    |
| 7     | 7          | «You Get What You Need» «Ви отримуєте те, що вам потрібно» | Жан-Марк Валлі | Девід Е. Келлі | 2 квітня 2017      | 9 березня 2019                 | 1.86    |

### Сезон 2 (2019)
| № п/п | № в сезоні | Назва                                     | Режисер        | Сценарист                                                         | Оригінальний показ | Оригінальний показ українською | Рейтинг |
| ----- | ---------- | ----------------------------------------- | -------------- | ----------------------------------------------------------------- | ------------------ | ------------------------------ | ------- |
| 8     | 1          | «What Have They Done?» «Що вони зробили?» | Андреа Арнольд | Сюжет: Девід Е. Келлі, Ліян Моріарті Телесценарій: Девід Е. Келлі | 9 червня 2019      | TBA                            | 1.42    |
| 9     | 2          | «Tell-Tale Hearts» «Зрадницькі серця»     | Андреа Арнольд | Сюжет: Девід Е. Келлі, Ліян Моріарті Телесценарій: Девід Е. Келлі | 16 червня 2019     | TBA                            | 1.47    |
| 10    | 3          | «The End of the World» «Кінець світу»     | Андреа Арнольд | Сюжет: Девід Е. Келлі, Ліян Моріарті Телесценарій: Девід Е. Келлі | 23 червня 2019     | TBA                            | 1.62    |
| 11    | 4          | «She Knows» «Вона знає»                   | Андреа Арнольд | Сюжет: Девід Е. Келлі, Ліян Моріарті Телесценарій: Девід Е. Келлі | 30 червня 2019     | TBA                            | 1.61    |
| 12    | 5          | «Kill Me» «Убий мене»                     | Андреа Арнольд | Сюжет: Девід Е. Келлі, Ліян Моріарті Телесценарій: Девід Е. Келлі | 7 липня 2019       | TBA                            | 1.77    |
| 13    | 6          | «The Bad Mother» «Погана мати»            | Андреа Арнольд | Сюжет: Девід Е. Келлі, Ліян Моріарті Телесценарій: Девід Е. Келлі | 14 липня 2019      | TBA                            | 1.63    |
| 14    | 7          | «I Want to Know» «Я хочу знати»           | Андреа Арнольд | Сюжет: Девід Е. Келлі, Ліян Моріарті Телесценарій: Девід Е. Келлі | 21 липня 2019      | TBA                            | 1.98    |

## Трансляція
На міжнародному рівні прем'єра серіалу відбулася 20 лютого 2017 році в Австралії на Showcase, і 13 березня 2017 року у Великій Британії та Ірландії на Sky Atlantic.
В Україні перший сезон почав транслювати телеканал Інтер щонеділі з 13 по 20 січня 2019 року показавши перші 5 серій, проте завершив показ телеканал НТН 9 березня 2019 року показавши дві завершальні серії.

## Відгуки
Журнал «Time» додав «Велику маленьку брехню» до добірки 10 найкращих серіалів 2017 року.

## Медіа

### Саундтрек
Реліз саундтреку до серіалу відбувся на Google Play та iTunes 31 березня 2017 року.

### Blu-ray and DVD
Перший сезон було випущено 1 серпня 2017 року на Blu-ray та DVD.